# Dragan Labović
Dragan Labović (serbisch-kyrillisch Драган Лабовић; * 20. April 1987 in Prokuplje, SR Serbien; † 10. Mai 2025) war ein serbischer Basketballspieler.
Bisher spielte er in dem serbischen Verein FMP Železnik Belgrad und im griechischen Verein Aris Thessaloniki, wurde jedoch in den letzten Stunden der Transferperiode im Februar 2010 zu einem Teammitglied der Skyliners Frankfurt und spielte in der Saison 2009/10 als 2,07 m großer Center. Zur folgenden Saison wechselte er zum BK Jenissei Krasnojarsk aus Russland. Für die Spielzeit 2011/12 wechselte er aus Sibirien zum Ligakonkurrenten Krasnye Krylja (deutsch Rote Flügel) nach Samara im europäischen Südrussland. Nach einer weiteren Spielzeit in Russland war er während der Saison 2013/14 befristet für AZS aus Koszalin in der polnischen Tauron Liga tätig, bevor er Anfang 2014 bei Aliağa Petkim GSK aus Izmir in der Türkiye Basketbol Ligi Marcellus Sommerville ersetzte, der zum deutschen Verein s.Oliver Baskets gewechselt war. Noch vor Saisonende verließ Labović den abgeschlagenen Tabellenletzten und hatte im April 2014 noch zwei Einsätze in der libanesischen Division A bei al-Riyadi aus Beirut.
Mit serbischen Auswahlmannschaften gewann Labović 2005 die U-18-EM und wurde als MVP des Wettbewerbs ausgezeichnet. Des Weiteren nahm er als Spieler der serbischen Nationalmannschaft an der EM 2007 teil und war Topscorer der Adriatic League 2008/09.
Labović starb am 10. Mai 2025 im Alter von 38 Jahren an einem Herzinfarkt.